# ولیکی زدنکی
ولیکی زدنکی (به لاتین: Veliki Zdenci) یک زیستگاه انسانی در کرواسی است.